# Deux-Montagnes
 Deux-Montagnes, abenakiska Moziosagan, är en stad i Québec, som ingår i regionkommunen Deux-Montagnes. Staden har sitt namn från sjön Lac des Deux Montagnes. Den grundades som kommunen Saint-Eustache-sur-le-Lac 1921, blev stad 1958 och ändrade sitt namn till det nuvarande 1963.
Staden hade 17 915 invånare vid folkräkningen 2021 och har en area om 7,30 km². 77 % av befolkningen hade franska som sitt hemspråk vid folkräkningen 2011.

## Artikelursprung
Den här artikeln är helt eller delvis baserad på material från franskspråkiga Wikipedia, Deux-Montagnes, tidigare version.